# 볼프강 파울 (축구 선수)
볼프강 파울(독일어: Wolfgang Paul ˈvɔlfɡaŋ ˈpaʊ̯l[*], 1940년 1월 25일, 노르트라인-베스트팔렌 주 올스베르크 ~)은 독일의 전직 축구 선수이다.
그는 도르트문트 주장으로서 1966년에 유러피언 컵위너스컵 우승을 달성했고, 같은 해 월드컵에 참가할 헬무트 쇤호에 발탁되어 서독 대표로 참가했다. 그러나, 소속 구단에서 큰 업적을 세운 이 수비수는 서독 국가대표팀 경기에 1번도 출전하지 못했고, 1960년대 말에 부상을 당하면서 일찍이 은퇴했다.

## 수상
도르트문트
- 유러피언 컵위너스컵: 1965–66
- 분데스리가 준우승: 1965–66
- DFB-포칼
  - 우승: 1964–65
  - 준우승: 1962-63

서독
- 월드컵 준우승: 1966